# MTV Sverige
MTV Sverige är en Viacom ägd tv-kanal med inriktning på musik och ungdomsprogram, den svenskspråkiga versionen av MTV. Kanalen skapades den 18 september 2005 när den pannordiska kanalen MTV Nordic delades upp i MTV Norge, MTV Finland och MTV Sverige. På den svenska marknaden finns även HDTV-kanalen MTVNHD som sänder musikvideor och konserter i högupplöst form med internationella VJ:s. MTV Danmark var den första kanalen bröts loss från MTV Nordic under våren 2005. Lanseringen av MTV Sverige innebar att man för första gången kunde höra det svenska språket på MTV i större omfattning. MTV Sverige sänds sedan 2009 från MTV Networks Europe programkontroll i Amsterdam, Nederländerna med nordiskt huvudkontor i Stockholm. Tidigare skedde sändningen från Camden Town i London, England.

## Historia
Bland de nya program som startade på MTV Sverige fanns den dagliga svenskspråkiga talkshowen Hej kom och hjälp mig, som inte alls blev den framgång man hoppats på och lades ner efter bara ett par månader. Kicki Bergs tjejprogram Strössel gick bättre men lades ändå ner. Den dyra storsatsningen på svenskspråkiga program gick i stora drag inte alls hem hos publiken och flera av de nya produktionerna lades ner eller gjordes om mitt under pågående säsong efter katastrofala tittarsiffror. 2009 var samtliga av kanalens svenska egenproduktioner nedlagda samtidigt som tittarsiffrorna på de amerikanska produktionerna är högre än på många år.

## Distribution
MTV Sverige distribueras i basutbudet hos samtliga större svenska operatörer som Com Hem, Canal Digital, Viasat och Boxer. I kabelnäten sker sändningarna både analogt och digitalt medan sändningarna via satellit och marknätet är enbart digitala. Sändningarna via satellit och märknätet är kodade och kräver därför ett programkort. Även den tyska versionen, MTV Central och den italienska, MTV Italia kan tas emot av tittare i Sverige med egen parabolantenn då de sänder okodat från sina respektive satelliter. MTV Central sänds numera krypterat via satellit. MTV Italia heter numera TV8 och sänds krypterat via satellit. De flesta andra europeiska MTV-kanaler är kodade och kräver abonnemang och programkort. Fr.o.m. november 2017 sänds MTV Germany (tidigare MTV Central) återigen okodat via satelliten Astra 1M efter beslut av ägaren Viacom. Det är nu återigen alltså möjligt för tittare i bl.a. Sverige att ta emot kanalen via parabol. Såväl tyskt som engelskt ljudspår finns på sändningarna. Sändningarna i HD sänds dock alltjämt krypterade.
Comhem avslutade sina analoga sändningar av kanalen då TV11 lanserades.

## Program som visats på MTV i Sverige
| - South Park - Laguna Beach - Pimp My Ride - Pimp My Ride UK - Pimp My Ride International - Jackass - Blue Mountain State - Viva La Bam - Bam's Unholy Union - Wildboyz - Drawn Together - Kenneth B Kenneth B - Striperella - Cribs - Celebrity Death Match - Newlyweds - The Ashlee Simpson Show - The Osbournes - Meet the Barkers - Punk'd - Ride with Funkmaster Flex - The Assistant - The Andy Milonakis Show - Wonder Showzen - A Shot at Love with Tila Tequila - MTV at the Movies - X-Ray Vision - Awake on the Wilde Side - MTV's the Big Screen - Ray's Request - MTV's Most Wanted - YO! MTV Raps | - Yo Momma - Alternative Nation - Headbanger's Ball - MTV News - Dial MTV - MTV Sports - Coca Cola Report - Real World - Hit List UK - Wanna Come In? - MTV Amour - US Top 20 Countdown - Dancefloor Chart - So 90's - TRL UK - Total Request Live - Room Raiders - Post Modern - Zig+Zag - MTV's Greatest Hits - Euro Top 20 - Party Zone - Select MTV - Barro 19 - Final Fu - Trick It Out - MTV Flasher - 120 minutes - Dirty Sanchez - Fist of Zen |  |

## Programledare som synts på MTV Sverige
| - Simone Angel - Kicki Berg - Ulrika Eriksson - Ray Cokes - Paul King - Rebecca de Ruvo - Steve Blame - Kristiane Backer - Davina McCall - Lisa I'Anson | - Simone Angel - Pip Dann - Neil Cole - Maiken Wexø - Carolyn Lillipaly - Toby Amies - Maria Guzenina - Carson Daly - Ingo Schmoll - Marijne van der Vlugt | - Eden Harel - Hugo De Campos - Enrico Silvestrin - Downtown Julie Brown - Lars Beckung - Sonya Soul - Shire Raghe - Nanna Blondell - Pär Lernström - Sanna Jönsson - Nisse Edwall - Anna Alvemark |